# Superunknown
Superunknown (с англ. — «Превосходный незнакомец») — четвёртый студийный альбом американской рок-группы Soundgarden, выпущенный 8 марта 1994 года лейблом A&M Records. Это второй по счёту альбом группы, записанный с басистом Беном Шефердом. Впервые в роли продюсера альбома выступил Майкл Бейнхорн. Альбом демонстрирует более тяжёлое звучание и широкий спектр влияний, отличающийся от ранних работ группы. Soundgarden начали работу над альбомом после тура в поддержку предыдущего альбома Badmotorfinger 1991 года.
Superunknown стал прорывом группы и имел успех как в коммерческом плане, так и со стороны критиков. Он вышел на первое месте в чарте Billboard 200, будучи проданным тиражом в 310 000 копий за первую неделю. Альбом также возглавил чарты Австралии, Канады и Новой Зеландии. Альбом сопровождался пятью синглами: «The Day I Tried to Live», «My Wave», «Fell on Black Days», «Spoonman» и «Black Hole Sun», последние два получили премии Грэмми и помогли Soundgarden достичь пика популярности. В 1995 году альбом был номинирован на премию «Грэмми» за лучший рок-альбом. Альбом получил платиновый статус пять раз Американской ассоциацией звукозаписывающих компании, разошёлся тиражом 9 миллионов копий по всему миру и остаётся самым успешным альбомом Soundgarden. В апреле 2019 года Superunknown занял 9-е место в списке «50 величайших гранж-альбомов» по версии журнала Rolling Stone.

## Запись
Soundgarden начали работу над альбомом примерно через два месяца после окончания своего пребывания в туре Lollapalooza 1992 года. Отдельные участники группы работали над материалом самостоятельно, затем предлагали свои демоверсии, в которые вносили изменения другие участники группы. Фронтмен Крис Корнелл сказал, что участники группы позволяли друг другу больше свободы, чем на прошлых записях. Гитарист Ким Тайил подметил, что, хотя группа потратила столько же времени на написание материала и аранжировку, сколько и на предыдущие альбомы, она потратила гораздо больше времени на запись песен. После двух альбомов с продюсером Терри Дэйтом, группа решила поискать другого продюсера; как сказал гитарист Ким Тайил: «Мы просто подумали, что нам стоит пойти на перемены». В конце концов они остановились на продюсере Майкле Бейнхорне, у которого «не было своего фирменного звука, который он пытался использовать в Soundgarden», но были идеи, одобренные группой.
Сессии записи альбома проходили с июля 1993 по сентябрь 1993 года в студии Bad Animals в Сиэтле, штат Вашингтон, поскольку, по словам Корнелла, «в Сиэтле никогда не было приличной студии, а теперь есть одна с консолью Neve, поэтому казалось очевидным использовать именно её». Постоянный инженер студии Адам Каспер, который продолжал продюсировать следующие альбомы Soundgarden, помогал Бейнхорну в процессе записи. Soundgarden использовали подход к записи одной песни за один раз. Ударные партии и басы были записаны первыми для каждой песни, а потом поверх них были наложены партии Корнелла и Тайила. Корнелл сказал, что знакомство с Бейнхорном способствовало тому, что Soundgarden потратили много времени на работу над альбомом. Группа провела время, экспериментируя с различными звуками ударных и гитары, используя методы наслоения, что привело к обширному производственному звучанию[прояснить]. Корнелл сказал следующее: «Майкл Бейнхорн был так увлечён звуками. Он был так, почти „анально“ настроен по этому поводу, и это выводило нас из себя бо́льшую часть времени… К тому времени, когда вы получите звуки, которые хотите записать в песне, вы устанете её воспроизводить». Бейнхорн попытался «добавить» многих из своих любимых музыкантов, чтобы сформировать звучание группы, в том, что Billboard описал как «отучение группы от грубой силы, придание ей стимула инвестировать в более тонкую силу». Например, перед записью вокала «Black Hole Sun» Бейнхорн заставил Корнелла послушать Фрэнка Синатру.
Общее количество песен на Superunknown 15, длительность альбома составляет приблизительно 70 минут, потому что, по словам Корнелла, «мы действительно не хотели спорить о том, что следует вырезать». Soundgarden сделали перерыв в середине записи, чтобы открыть для Нила Янга десятидневный тур по Соединённым Штатам. Затем группа пригласила Брендана О’Брайена для сведения альбома, так как Бейнхорн чувствовал, что группе нужна «свежая пара ушей»; О’Брайен пришёл по рекомендации гитариста Стоуна Госсарда из Pearl Jam. Тайил назвал процесс сведения «очень безболезненным», а басист Бен Шеферд сказал, что это была «самая быстрая часть записи».

## Композиция

### Музыка
В песнях на Superunknown отражено влияние хэви-метала предыдущих работ Soundgarden, демонстрируя при этом новый развивающийся стиль группы. Рецензент Стив Хьюи из AllMusic писал, что «ранние панк-влияния группы редко обнаруживаются, их заменяют удивительно эффективные сочетания поп-музыки и психоделии». Корнелл назвал альбом более «сложным» и «универсальным», чем предыдущие релизы группы. Песни в альбоме более экспериментальны и разнообразны, чем предыдущие записи группы, причём некоторые песни имеют ближневосточный или индийский колорит (например, песня «Half» в исполнении Шепарда). Некоторые песни также демонстрируют влияние группы The Beatles, такие как «Head Down» и «Black Hole Sun». В интервью 1994 года для Guitar World Тайил объяснил: «Мы заглянули глубоко в самую сердцевину наших душ, и там сидел маленький Ринго. О, конечно, нам нравится говорить людям, что это Джон Леннон или Джордж Харрисон; но когда вы действительно заглядываете глубоко внутрь Soundgarden, там есть маленький Ринго, который хочет выйти». Барабанщик Мэтт Кэмерон сказал, что эксперименты в альбоме были «просто вопросом утончённости». Согласно The A.V. Club, альбом «как переопределил, так и вышел за пределы гранжа». Майкл Бейнхорн заявил, что для достижения интенсивности Superunknown он искал влияния в европейской электронной музыке, такой как Aphex Twin в Великобритании и габбер — голландский жанр, описанный им как «одна из самых сырых созданных в музыке».
Soundgarden использовали альтернативный строй и нечётные тактовые размеры в нескольких песнях альбома. «Spoonman», «Black Hole Sun», «Let Me Drown» и «Kickstand» были исполнены в строе drop D, в то время как «Mailman» и «Limo Wreck» использовали строй CGDGBe. В некоторых песнях использовались более неортодоксальные строи: «My Wave» и «The Day I Tried to Live» — обе включают строй EEBBBb. В «Head Down» и «Half» был использован строй CGCGGe. «4th of July» находится в аналогичном строе CFCGBe. «Fresh Tendrils» находятся в строе DGDGBe, а «Like Suicide» выполнено в строе DGDGBD. Использование Soundgarden нечётных тактовых размеров также было разнообразным; «Fell on Black Days» выполнен в 6/4, «Limo Wreck» — в 15/8, «My Wave» чередуется между 5/4 и 4/4, а «The Day I Tried to Live» чередуется между 7/8 и 4/4. Тайил сказал, что Soundgarden обычно не учитывали такты песни до тех пор, пока группа не написала её, и сказал, что использование нечётных размеров было «абсолютной случайностью».

### Лирика
В лирическом плане альбом довольно мрачен и загадочен, так как бо́льшая его часть часто интерпретируется как посвящённая таким проблемам, как злоупотребление психоактивными веществами, самоубийство и депрессия, с постоянными темами мести, уничтожения, уединения, страха, потери, смерти и открытий. Корнелл был вдохновлён работами Сильвии Плат в то время. Комментируя тексты песен альбома, Тайил сказал, что «мне кажется, что многое из Superunknown связано с жизнью, а не со смертью. Может быть, не подтверждая это, но радуясь — как Друиды [выразились]: „Жизнь хороша, но смерть будет ещё лучше!“». Кэмерон сказал, что тексты песен в альбоме «один большой „идите нахрен“ миру — мольба „оставить нас в покое“». Корнелл заявил, что «Let Me Drown» — это о том, чтобы «заползти обратно в утробу, чтобы умереть», «Fell on Black Days» — это осознание того, что «ты несчастен до крайности», «Black Hole Sun» — это «сюрреалистический пейзаж мечты», «Limo Wreck» — это «песня „позор на декадансе“», «The Day I Tried to Live» — это «попытка выйти из образа, замкнутого и затворнического», и «4th of July» об употреблении ЛСД. Корнелл рассказал о «Mailman» на концерте, сказав: «Следующая песня об убийстве вашего босса. Речь идёт о том, чтобы прийти на работу рано утром, потому что у тебя есть особая повестка дня, и ты собираешься выстрелить ему в чёртову бошку». И наоборот, песня «Like Suicide» была буквальной, написанной Корнеллом после того, как птица влетела в окно его дома. Он нашёл тяжело раненое животное и убил его, ударив кирпичом, чтобы положить конец его страданиям.
Видеоклип на песню «Spoonman» примечателен тем, что в нём представлено выступление Артиса Спунмана, уличного артиста из Сиэтла. Название песни приписывают басисту Джеффу Аменту из Pearl Jam. Во время съёмок фильма «Одиночки» Амент составил список названий песен для вымышленной группы, показанной в фильме. Корнелл воспринял это как вызов — написать песни для фильма, используя эти названия, и «Spoonman» была одной из них. Акустическая демоверсия песни появляется в фильме. Корнелл сказал, что песня о «парадоксе того, кто такой [Артис] и как его воспринимают люди».

## Художественное оформление
Обложка альбома (известная как «Screaming Elf» с англ. — «Кричащий эльф») представляет собой искажённую фотографию участников группы, сделанную Кевином Вестенбергом, над чёрно-белым перевёрнутым горящим лесом. По поводу обложки Корнелл сказал: 

Superunknown в некотором смысле связан с рождением… Рождением или даже смертью — погружение в то, о чём ты ничего не знаешь. Самое сложное — это закрепить визуальный образ, чтобы поместить его в такое название. Первое, о чём мы подумали, был лес в сером или чёрном цвете. Soundgarden всегда ассоциировались с образами цветов и пышных красок, а это было наоборот. Он всё ещё казался органичным, но был очень тёмным и холодным… В детстве я увлекался этими историями, где леса были полны злых и страшных вещей, в отличие от счастливых садов, в которых вы ходите в походы.
 В интервью журналу Pulse! 1994 года Корнелл сказал, что вдохновение для названия альбома пришло от его неправильного прочтения видео под названием Superclown. Он добавил: «Я подумал, что это классное название. Я никогда не слышал этого раньше, никогда не видел этого раньше, и это вдохновило меня». Альбом также был выпущен ограниченным тиражом на цветной 12-дюймовой граммпластинке (синем, оранжевом и прозрачном) в виде двойного лонгплея в конверте с разворотом. Название альбома «SUPERUNKNOWN» иногда отображается с надписью «UNKNOWN» в виде перевёрнутой и реверсивной надписи (стилизованной под «SUPER∩ИkKomИ»).
25 мая 2017 года фотограф Кевин Вестенберг впервые опубликовал полную фотографию с обложки в своём аккаунте в Instagram.

## Выпуск и коммерческий успех
Superunknown был прорывным альбомом Soundgarden, который принёс группе международное признание. После своего релиза в марте 1994 года Superunknown дебютировал на первом месте в чарте альбомов Billboard 200 и в конечном итоге закрыл год как 13-й самый продаваемый альбом 1994 года с 2,5 миллионами проданных копий. Альбом Superunknown был сертифицирован RIAA шесть раз платиновым в Соединённых Штатах, трижды платиновым в Канаде и золотым в Соединённом Королевстве, Швеции и Нидерландах.
Superunknown продал около 9 миллионов копий по всему миру; 6 миллионов из них - в Соединённых Штатах. Альбом породил EP Songs from the Superunknown и CD-ROM Alive in the Superunknown, выпущенные в 1995 году.

### Переиздание в честь 20-летия альбома
Переиздание Superunknown, в честь своего 20-летия, было выпущено в двух версиях Deluxe. Подарочное издание представляло собой упаковку из 2 компакт-дисков с ремастированным альбомом и вторым диском, состоящим из демоверсий, репетиций, би-сайдов и многого другого. Издание Super Deluxe представляло собой упаковку из 5 компакт-дисков, включающий ремастированный альбом, дополнительные демо-версии, репетиции и би-сайды, а пятый диск представляет собой альбом, смешанный с объёмным звуком Blu-ray Audio 5.1. Издание Super Deluxe было упаковано в книгу в твёрдом переплёте с линзовидной обложкой, примечаниями Дэвида Фрике и недавно переосмысленным оформлением альбома, разработанным Джошем Грэмом. На нём также была представлена никогда ранее не виданная фотография группы Кевина Вестерберга. Также был доступен 2-пластинчатый разворот оригинальных 16 виниловых треков, ремастированных на 200-граммовом виниле в конверте с разворотом. Кроме того, суперизвестные синглы и связанные с ними би-сайды с недавно интерпретированными обложками Джоша Грэма были переизданы в День музыкального магазина, 19 апреля 2014 года, в виде набора из пяти 10-дюймовых виниловых пластинок ограниченным тиражом.

## Приём критиков
| Оценки критиков               | Оценки критиков |
| Источник                      | Оценка          |
| ----------------------------- | --------------- |
| AllMusic                      | [ 22 ]          |
| Blender                       | [ 8 ]           |
| Christgau's Consumer Guide    | A−              |
| Entertainment Weekly          | A               |
| Los Angeles Times             | [ 46 ]          |
| Pitchfork                     | 8.5/10          |
| Q                             | [ 3 ]           |
| Rolling Stone                 | [ 48 ]          |
| The Rolling Stone Album Guide | [ 49 ]          |
| Spin                          | [ 50 ]          |

Superunknown получил всеобщее признание музыкальных критиков. В журнале Q писали: «Soundgarden занимались нереконструированным хард-роком: тяжёлый гитарный звук, глубинный барабанный бой… Но Superunknown также включает в себя более размеренные моменты». Джей Ди Консидайн, рецензент Rolling Stone был впечатлён диапазоном записи и, несмотря на критику песен «Black Hole Sun» и «Half», он сказал, что «в лучшем случае Superunknown предлагает более мучительное изображение отчуждения и отчаяния, чем что-либо в In Utero». Джон Парелес из The New York Times приписал группе попытку превзойти традиционный хэви-метал: «Superunknown на самом деле пытается расширить свою аудиторию, преодолевая жанровые барьеры хэви-метала, которые раньше принимали Soundgarden». В Entertainment Weekly Дэвид Браун написал: «Soundgarden прокачаны и заряжены на Superunknown, и они оправдывают надежды». Он похвалил его как «веху в развитии хард-рока — кипящий чан вулканической энергии, ума, аномии и беспокойства 90-х, который устанавливает новый стандарт для всего, что называется метал-музыкой». Энн Пауэрс из журнала Blender сказала, что «гитарист Тайил помогает создавать шаблон стоунер-рока» и что альбом «является шедевром Soundgarden». Критик Village Voice Роберт Кристгау, который «издевался» над «концептуальными претензиями Soundgarden в течение многих лет», всё ещё чувствовал, что их обречённым, пессимистичным текстам не хватает большого содержания, но сказал, что они улучшили написание, аранжировку и продюсирование альбома, который был «просто лучшим — самым стимулирующим, кинетическим, сенсационным, запоминающимся — разрывным в истории как Led Zeppelin». В ретроспективном обзоре редактор AllMusic Стив Хьюи написал: «Очевидно, что Superunknown был сознательно оформлен как шедевр, и он отвечает всем амбициям». Он получил номинацию в категории «Лучший рок-альбом» на премии Грэмми 1995 года.
«Мы слушали Nirvana и Pearl Jam, как и все остальные, — отметил Вивиан Кэмпбелл из Def Leppard, — и особенно Soundgarden — пластинку Superunknown. Это была запись, на которую мы ссылались с точки зрения звучания и настроения, когда создавали Slang».

### Номинации и награды
Признание критиков, полученное Superunknown, привело к его включению во многие списки величайших альбомов.
| Журнал            | Страна         | Номинация                                                           | Год  | Место |
| ----------------- | -------------- | ------------------------------------------------------------------- | ---- | ----- |
| The Village Voice | США            | Pazz & Jop: «Лучший альбом 1994 года»                               | 1994 | 11    |
| Spin              | США            | «Топ-20 альбомов 1994 года»                                         | 1994 | 17    |
| Spin              | США            | «Топ-90 альбомов 90-х»                                              | 1999 | 70    |
| Spin              | США            | «125 лучших альбомов за последние 25 лет»                           | 2012 | 90    |
| Rolling Stone     | США            | «Лучший альбом 1994 года»                                           | 1995 | 3     |
| Rolling Stone     | США            | «500 лучших альбомом всех времён»                                   | 2012 | 335   |
| Rolling Stone     | США            | «100 лучших альбомов 90-х»                                          | 2011 | 38    |
| Muziekkrant OOR   | Нидерланды     | «100 лучших альбомов с 1991 по 1995 гг.»                            | 1995 | 49    |
| Alternative Press | США            | «90 лучших альбомов 90-х»                                           | 1998 | 18    |
| Kerrang!          | Великобритания | «100 альбомов, которые вы должны услышать перед тем, как вы умрёте» | 1998 | 70    |
| Pause & Play      | США            | «100 лучших альбомов 90-х годов»                                    | 1999 | 11    |
| Rock Hard         | Германия       | «500 величайших рок- и метал-альбомов всех времён»                  | 2005 | 304   |
| Loudwire          | США            | «10 лучших хард-рок альбомов 1994 года»                             | 2014 | 3     |

| Журнал                                                                           | Год  | Ссылка |
| -------------------------------------------------------------------------------- | ---- | ------ |
| Guitar World: 50 знаковых альбомов, определивших 1994 год                        | 2014 | [ 69 ] |
| Тысяча и один музыкальный альбом, который стоит прослушать, прежде чем вы умрёте | 2005 | [ 70 ] |

## Гастроли
Группа начала гастролировать в январе 1994 года в Океании и Японии, областях, где пластинка вышла рано. Группа никогда раньше не гастролировала в этих регионах. Этот тур закончился в феврале 1994 года, а затем в марте 1994 года группа отправилась в Европу. Группа должна была присоединиться к 20-дневному совместному туру по Америке с Nine Inch Nails в апреле/мае, но была вынуждена отменить, но после продолжила гастроли в качестве хедлайнера 27 мая 1994 года. Их были Tad и Eleven. В конце 1994 года, после гастролей в поддержку Superunknown, врачи обнаружили, что Корнелл сильно перенапряг свои голосовые связки. Soundgarden отменил ещё несколько концертов, чтобы избежать нанесения какого-либо непоправимого ущерба голосу. Корнелл сказал следующее: «Я думаю, мы немного перестарались! Мы играли пять или шесть вечеров в неделю, и мой голос в значительной степени пострадал. Ближе к концу американского тура я почувствовал, что всё ещё могу вроде как петь, но на самом деле я не давал группе честного шанса. Вы не покупаете билет, чтобы посмотреть, как какой-то парень два часа будет хрипеть! Это выглядело как своего рода обман». Чуть позже, в 1995 году, группа обновила даты гастролей.

## Список композиций
| №                   | Название                  | Текст песни                | Музыка                  | Длительность |
| ------------------- | ------------------------- | -------------------------- | ----------------------- | ------------ |
| 1.                  | «Let Me Drown»            | Крис Корнелл               | Крис Корнелл            | 3:51         |
| 2.                  | «My Wave»                 | Крис Корнелл               | Крис Корнелл, Ким Тайил | 5:12         |
| 3.                  | «Fell on Black Days»      | Крис Корнелл               | Крис Корнелл            | 4:42         |
| 4.                  | «Mailman»                 | Крис Корнелл               | Мэтт Кэмерон            | 4:25         |
| 5.                  | «Superunknown»            | Крис Корнелл               | Крис Корнелл, Ким Тайил | 5:06         |
| 6.                  | «Head Down»               | Бен Шеферд                 | Бен Шеферд              | 6:08         |
| 7.                  | «Black Hole Sun»          | Крис Корнелл               | Крис Корнелл            | 5:18         |
| 8.                  | «Spoonman»                | Крис Корнелл               | Крис Корнелл            | 4:06         |
| 9.                  | «Limo Wreck»              | Крис Корнелл               | Мэтт Кэмерон, Ким Тайил | 5:47         |
| 10.                 | «The Day I Tried to Live» | Крис Корнелл               | Крис Корнелл            | 5:19         |
| 11.                 | «Kickstand»               | Крис Корнелл               | Ким Тайил               | 1:34         |
| 12.                 | «Fresh Tendrils»          | Крис Корнелл, Мэтт Кэмерон | Мэтт Кэмерон            | 4:16         |
| 13.                 | «4th of July»             | Крис Корнелл               | Крис Корнелл            | 5:08         |
| 14.                 | «Half»                    | Бен Шеферд                 | Бен Шеферд              | 2:14         |
| 15.                 | «Like Suicide»            | Крис Корнелл               | Крис Корнелл            | 7:01         |
| Общая длительность: | Общая длительность:       | Общая длительность:        | Общая длительность:     | 70:13        |

| №   | Название              | Текст песни  | Музыка       | Длительность |
| --- | --------------------- | ------------ | ------------ | ------------ |
| 16. | «She Likes Surprises» | Крис Корнелл | Крис Корнелл | 3:17         |

## Участники записи
| - Крис Корнелл — вокал, ритм-гитара - Мэтт Кэмерон — барабаны, перкуссия, бэк-вокал, мелотрон («Mailman») - Бен Шеферд — бас-гитара, барабаны и перкуссия («Head Down»), бэк-вокал («Spoonman»), гитара и вокал («Half») - Ким Тайил — лид-гитара | - Майкл Бейнхорн — пианино («Let Me Drown»), продакшн - Девил Коллинс — мастеринг - Джейсон Корсаро — инженеринг - Брендана О’Брайен — микс |